# Bara socken, Gotland
Bara socken ingick i Gotlands norra härad, uppgick 1884 i Hörsne med Bara socken och är sedan 1971 en del av Gotlands kommun, från 2016 inom Hörsne-Bara distrikt.
Sockenkyrkan Bara kyrka, nu ödekyrka, låg i socknen. Nuvarande sockenkyrkan är Hörsne kyrka som delas med Hörsne socken och ligger i den socknen.

## Administrativ historik
Bara socken har medeltida ursprung. Socknen tillhörde Lina ting som i sin tur ingick i Kräklinge setting i Medeltredingen.
Vid kommunreformen 1862 övergick socknens ansvar för de kyrkliga frågorna till Bara församling och för de borgerliga frågorna bildades Bara landskommun. Landskommunen och församlingen uppgick 1884 i Hörsne med Bara landskommun respektive Hörsne med Bara församling. Den sammanslagna landskommunen uppgick 1952 i Dalhems landskommun och ingår sedan 1971 i Gotlands kommun. Den sammanslagna församlingen uppgick 2006 i Dalhems församling.
1 januari 2016 inrättades distriktet Hörsne-Bara, med samma omfattning som Hörsne med Bara församling hade 1999/2000, och vari detta sockenområde ingår.
Socknen har tillhört samma fögderier och domsagor som Gotlands norra härad. De indelta båtsmännen tillhörde Gotlands första båtsmanskompani.

## Geografi
Bara socken ligger i inlandet på östra delen av Gotland. Socknen består av skogs- och myrmark avvattnad av Gothemsån.

### Gårdsnamn
Anderse, Hallgårds, Hommunds (Hoffmans), Nedbjärs, Simunde, Sudergårde.

### Ortnamn
Trekanten.

## Fornlämningar
Kända från socknen är boplatser från stenåldern, gravrösen med skeppssättningar från bronsåldern samt gravfält och sliprännestenar från järnåldern. En skatt med 30 romerska denarer har påträffats. När en bonde skulle ta upp ett stenrör vid en åker nära ödekyrkan påträffade han en intressant grav, innehållande såväl yxor och liknande maskulina föremål som smycken och ovala spännbucklor.

## Namnet
Namnet (1300-talet Barum) kan hänga samman med bar, 'naken, skoglös'.

## Befolkningsutveckling
Befolkningsstatistiken för Bara socken har varit gemensam med Hörsne socken.